# Laboule
 Laboule  es una población y comuna francesa, ubicada en la región de Ródano-Alpes, departamento de Ardèche, en el distrito de Largentière y cantón de Valgorge.

## Demografía
| 145 | 127 | 92 | 111 | 108 | 112 |
| Para los censos de 1962 a 1999 la población legal corresponde a la población sin duplicidades (Fuente: INSEE [Consultar]) |     |    |     |     |     |